# Vodafone 802N
Vodafone 802N（ボーダフォン 802N）は、ボーダフォン日本法人（現ソフトバンク）が2005年2月に発売したW-CDMA通信方式のVodafone 3G（現SoftBank 3G）サービスを利用可能な携帯電話端末。

## 特徴
この端末はVodafone 3G（現SoftBank 3G）の中ではミドルレンジ端末に相当するものである。SoftBank 3GのW-CDMA網を用いて通信を行うが、GSMは搭載しておらず海外のW-CDMA網にも非対応の為国際ローミングサービスには対応していない。また、S!ケータイ動画サービスにも対応していない。
この端末の特徴としては数種の機能を一度に動作させることが出来るマルチタスクやショートカットアイコンを待ち受け画面に登録できるコンパクトデスクトップ機能などがある。
角張った外見が特徴的で、NTTドコモ向け端末製品 N701i とともにグッドデザイン賞（商品デザイン部門）を受賞した。
なお、2011年11月以降にソフトバンクモバイルの音声ネットワーク最適化が予定されており、これにより本機種では通話品質の低下・一部機能制限が生じる可能性があるため、同年10月まで指定機種との無償交換が行われている。